# Paphiopedilum acmodontum
Paphiopedilum acmodontum é uma espécie de orquídea (Orchidaceae) das Filipinas.